# Giuliano Finelli
Giuliano Finelli est né à Carrare vers 1601/1603 et mort à Rome le 16 août 1653. La date de naissance du 12 novembre 1602, proposée par Passeri (1772) n'est attestée par aucune preuve documentaire) est un sculpteur italien baroque issu de l'atelier du Bernin.

## Biographie
Giuliano Finelli est né à Carrare vers 1601/1603 dans une famille de tailleurs de marbre et s'est d'abord formé avec Michelangelo Naccherino. Actif dans l'atelier du Bernin pendant quelques années, il rompt avec lui en 1629, quand il s'est senti méprisé par l'attribution du projet d'une statue de Sainte-Hélène pour la travée de la Basilique Saint-Pierre à Andrea Bolgi . Il aurait également été blessé par le fait de n'être pas reconnu comme le réalisateur principal des détails derrière la statue d' Apollon et Daphné du Bernin. Pendant un temps, il a trouvé du travail occasionnel, souvent avec le soutien de Pierre de Cortone .
La différence entre les deux sculpteurs, Bernin et Finelli, est infime. Finelli est très méticuleux dans la sculpture des détails, Bernin étant plus centré sur la psychologie. Le contraste est visible dans la comparaison des bustes de leur mécène commun, le cardinal Scipione Borghese. La sculpture exécutée par Bernin  est animée, tandis que celle de Finelli est plus sobre et statique. Il a également achevé le buste du cardinal Giulio Antonio Santorio (v. 1630) à la Basilique Saint-Jean-de-Latran.
Quelques années après avoir quitté le Bernin, Finelli part pour Naples avec son élève et neveu, Domenico Guidi. Il est surtout connu pour des bustes et des statues dans la chapelle royale du Trésor de San Gennaro et dans la cathédrale Notre-Dame-de-l'Assomption de Naples. À Naples, il est en concurrence avec le sculpteur Cosimo Fanzago.
Finelli est mort à Rome le 6 août 1653 pour des raisons inconnues.

## Images

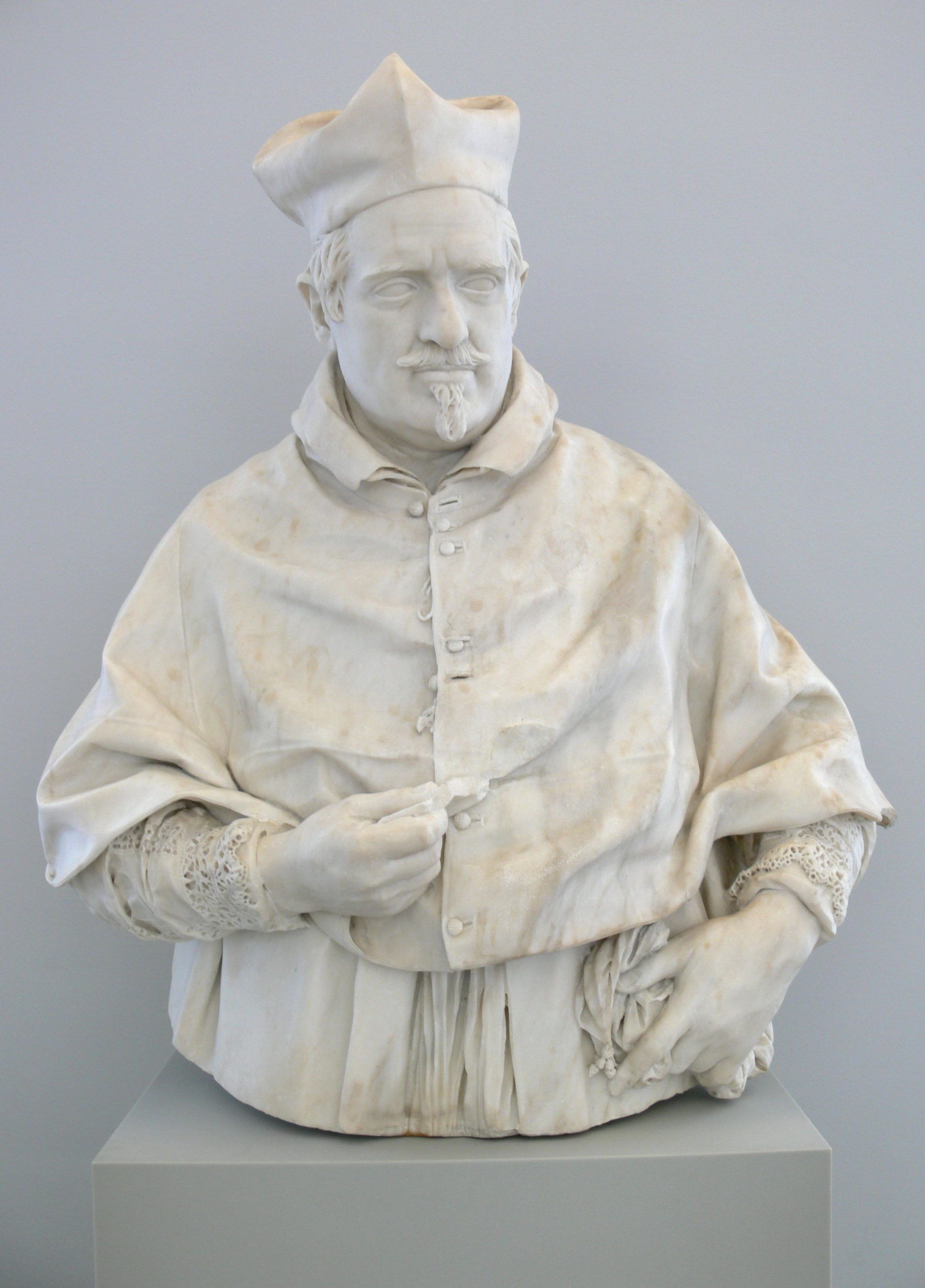
Buste du cardinal de Montalto.
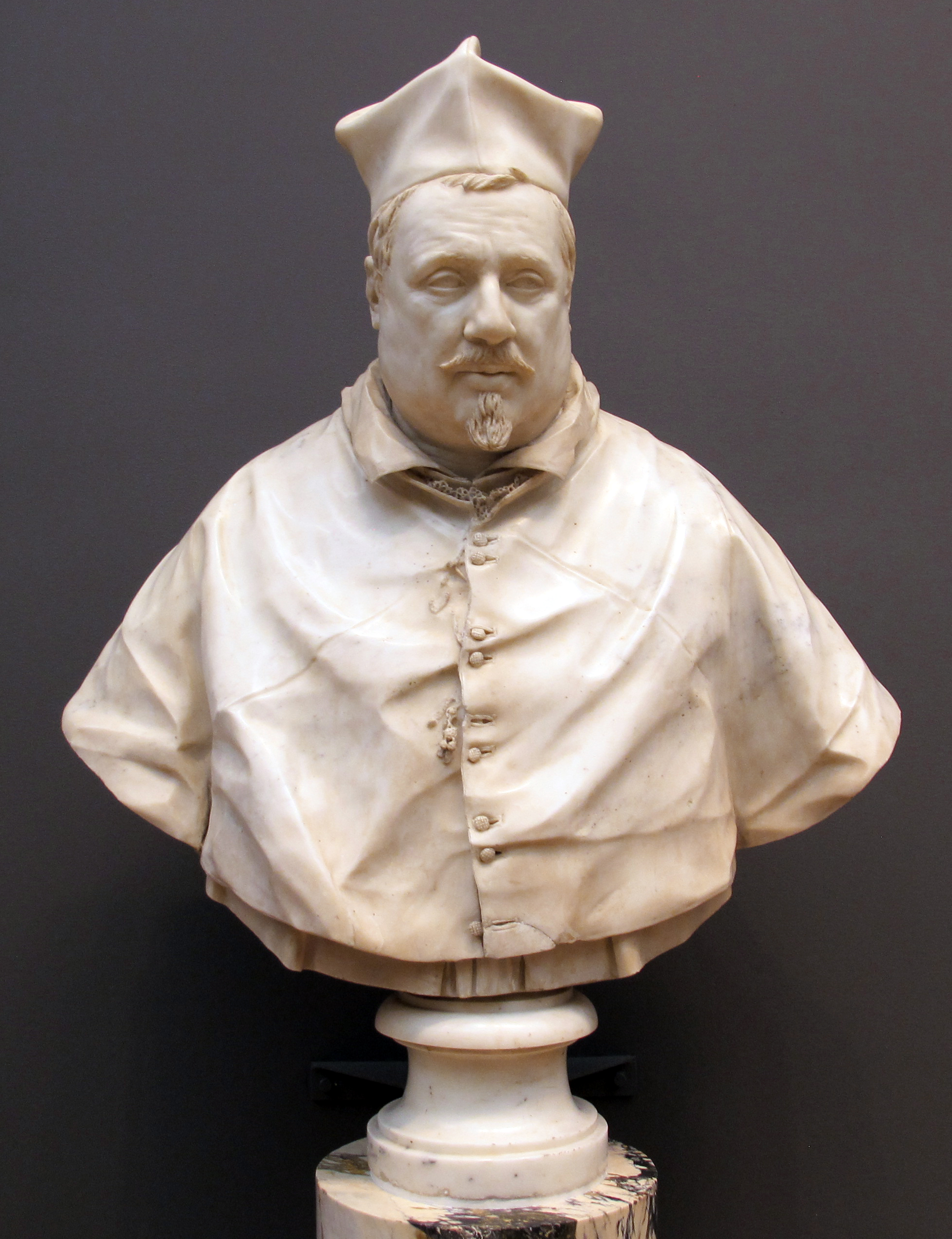
Buste du cardinal Scipione Borghese (v.1632).
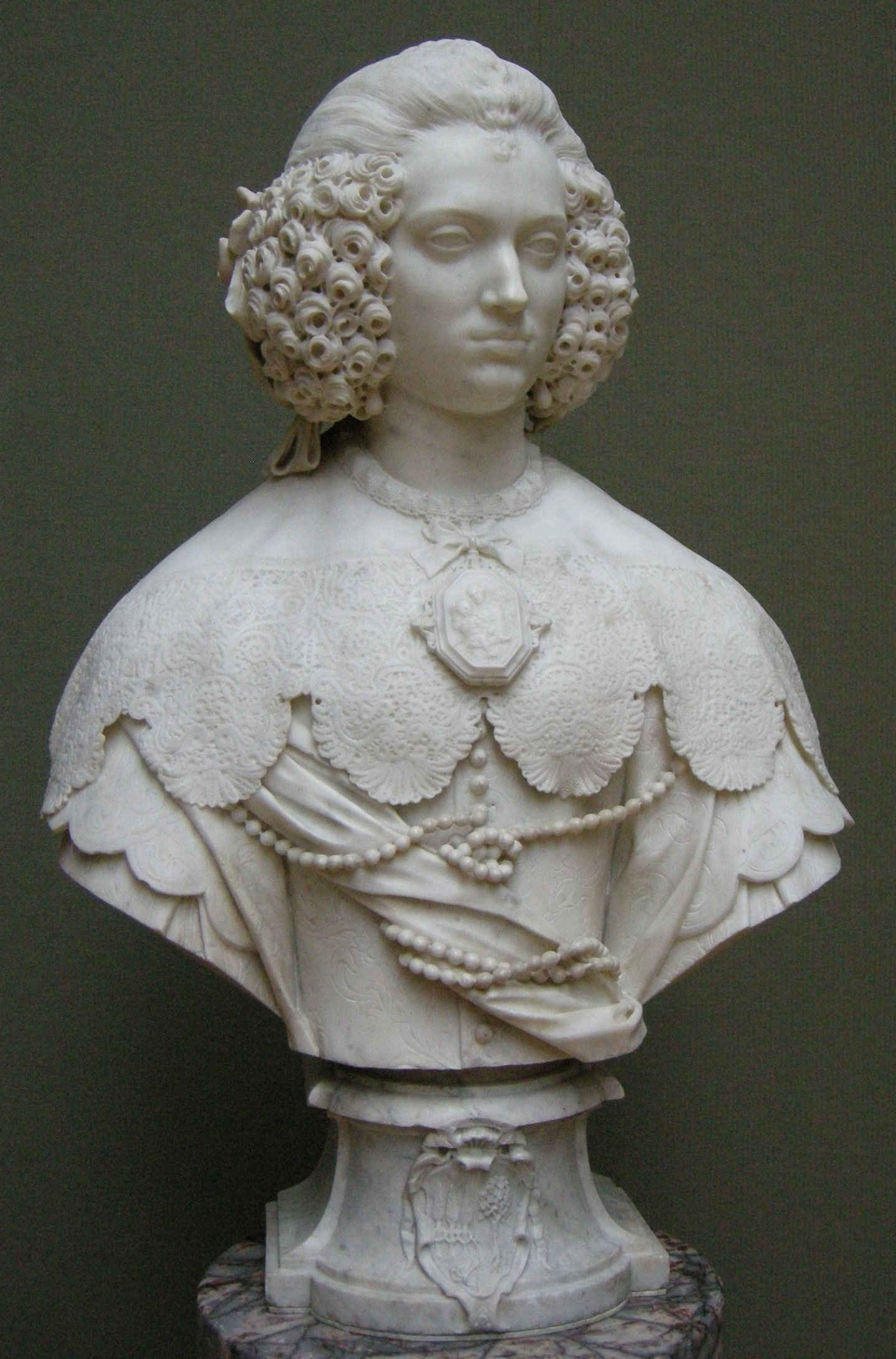
Buste de Maria Cerri Capranica (1637-1643)
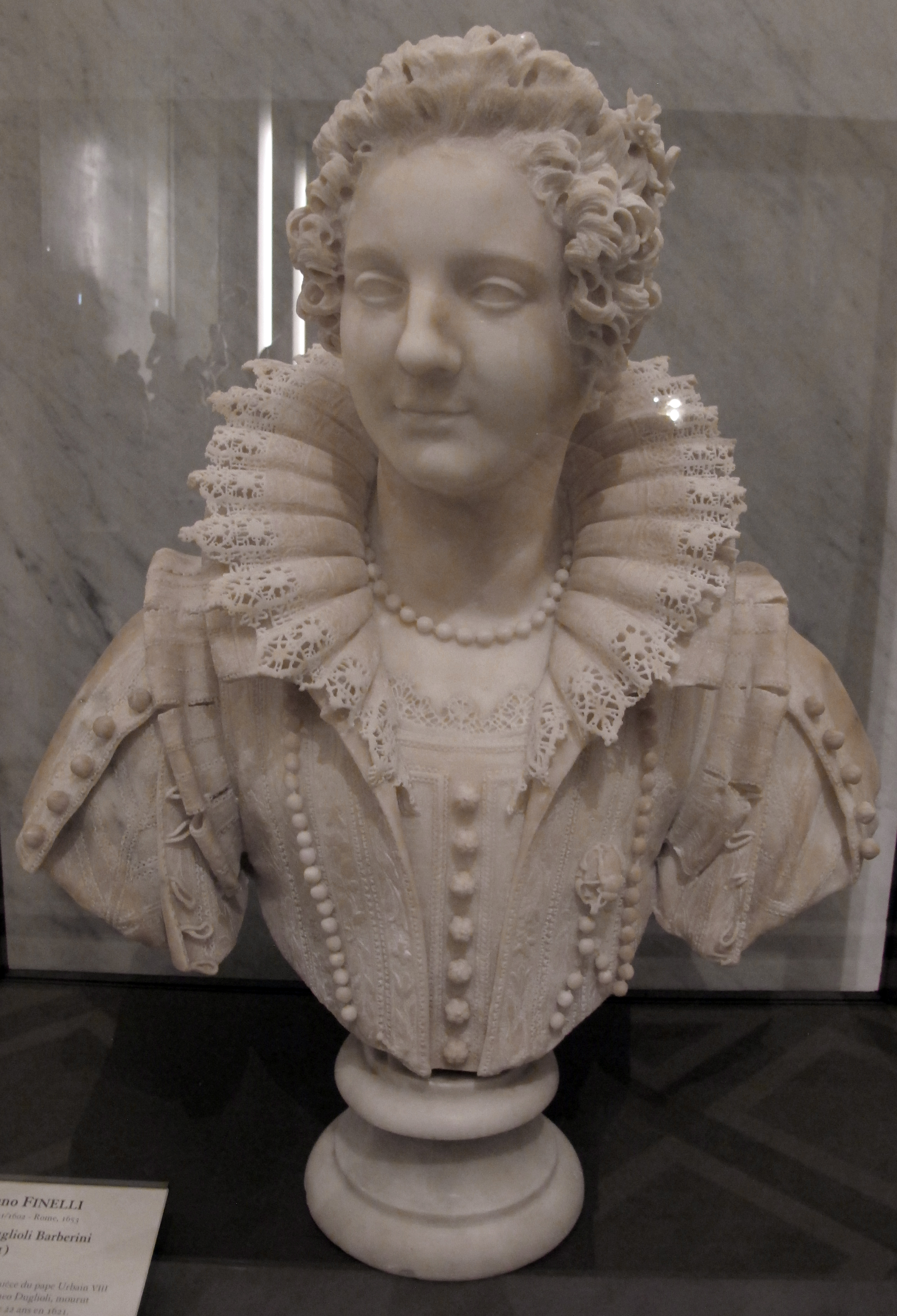
Buste de Maria Duglioli Barberini (1626).

## Sources
- Connors, Joseph.Review of Jennifer Montagu, Baroque smoke Sculpture: The Industry of Art, New Haven and London, 1989, in The New York Review of Books
- Finelli gallery at Web Gallery of Art